# Cogners
Cogners település Franciaországban, Sarthe megyében. Lakosainak száma 177 fő (2022. január 1.). Cogners Sainte-Cérotte, Vancé, La Chapelle-Huon, Saint-Gervais-de-Vic és Val-d’Étangson községekkel határos.

## Népesség
A település népességének változása:
| Lakosok száma | 202  | 200  | 196  | 188  | 182  | 182  | 183  | 183  | 177  |
|               | 2013 | 2015 | 2016 | 2017 | 2018 | 2019 | 2020 | 2021 | 2022 |